# Rob Schneider
Rob Schneider, ameriški filmski igralec, * 31. oktober 1963, San Francisco, San Francisco, Združene države Amerike.